# Greetsielse Tweelingsmolens
De Greetsielse Tweelingsmolens staan aan het Greetsieler Sieltief in Greetsiel Duitsland. De groene Westelijke Greetsielse Tweelingsmolen stamt uit 1856 en de rode Oostelijke Greetsielse Tweelingsmolen (Schoof's Mühle) is in 1706 gebouwd. Deze Oostelijke Greetsielse Tweelingsmolen, die geopend is voor publiek, is in 1921 gerestaureerd met het achtkant en kap van de uit 1750 stammende Auricher stadswalmolen.
Het zijn zelfkruiende, achtkantige stellingkorenmolens. De kap draait op een Engels kruiwerk. Het gevlucht is uitgevoerd met een soort Busselneuzen met remkleppen. Doordat de kap constant in beweging is staat boven op de kap een boven de wieken uitstekende bliksemafleider, die op de kapzolder verbonden is aan een schuifring rondom de koningsspil.
Tussen de twee molens ligt een in 1990 gebouwde roede die aan één kant opgehekt is. De roe bestaat uit een ijzeren borststuk met houten oplangers.

## Oostelijke Greetsielse Tweelingsmolen
Boven de ingang van de molen zit een gevelsteen met het opschrift:
- H+B Mülersche-Mühler
- ...................- Nov 1920
- .............................Wav

De Oostelijke Greetsielse Tweelingsmolen of rode molen is nog regelmatig in bedrijf. In deze molen zit een door de wind aangedreven maalkoppel en pelkoppel. Verder is de molen uitgerust met een door een motor aangedreven maalkoppel, een hamermolen, twee mengmachines en twee luiwerken. Het ene luiwerk is geheel van hout en wordt door een luitafel aangedreven. Het andere, dat grotendeels van ijzer is, loopt boven op het spoorwiel. Ook zijn er een met een elektromotor aangedreven dubbele walsenstoel en een eveneens door een elektromotor aangedreven plansichter aanwezig voor de fijnmaalderij. In de voormalige korenschuur, later pakhuis, zit de molenwinkel en het molencafé.
De molen wordt gevangen (stilgezet) met een ijzeren bandvang. De rust en rijklamp zijn ook van ijzer. De vangbalk ligt op een duim. Op het bovenwiel zitten voor het vastzetten twee ijzeren ogen, waarin de ijzeren stutten worden vastgehaakt.
De houten bovenas heeft een gietijzeren insteekkop en een ijzeren pen.

## Westelijke Greetsielse Tweelingsmolen

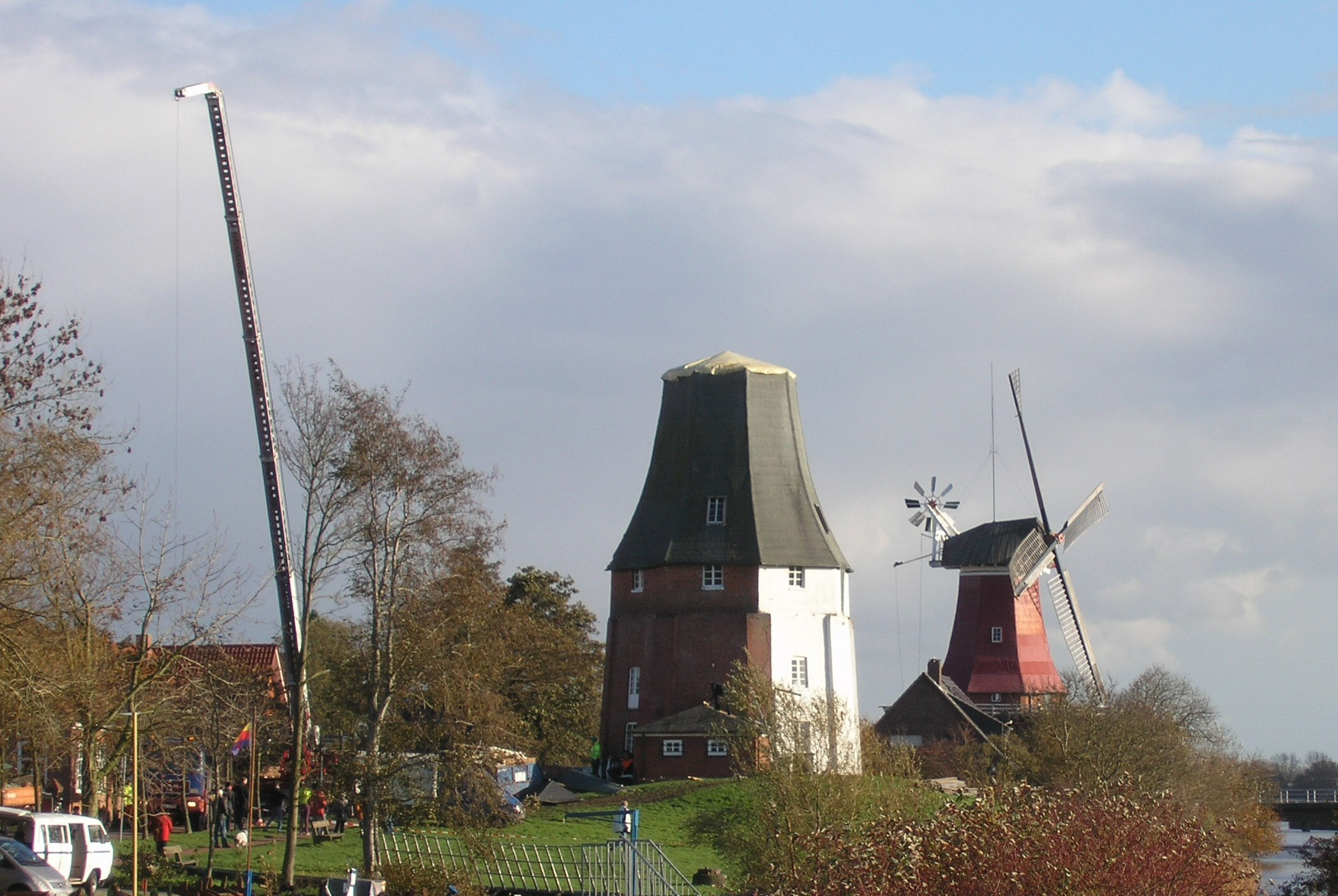
Na de Storm van 28 oktober 2013

In de Westelijke Greetsielse Tweelingsmolen of groene molen is sinds 2004 op de begane grond weer een theehuis gevestigd. Op de eerste verdieping bevindt zich nu ook weer een kunstgalerie.
Door stormschade in 1972 kwam de molen buiten gebruik. De meestermolenaar Lükko Schoof verkocht hem in 1975 aan de provincie Norden (later Aurich), die de molen in 1976/77 liet ombouwen tot theehuis en galerie. In 1990 werd de molen overgedragen aan de vereniging tot instandhouding van de Greetsieler Zwillingsmühlen.
In de molen bevinden zich twee windgedreven maalkoppels, eveneens twee windgedreven pelkoppels en een door een motor aangedreven maalkoppel.
Op 28 oktober 2013 is tijdens een zuidwesterstorm omstreeks 13.00 uur de kap van de molen gewaaid. De wieken zijn tijdens de storm gaan draaien. Er is eerst geprobeerd de molen te vangen, maar hij is door de vang gegaan en het vangen moest gestopt worden omdat de vang te heet werd. Vervolgens is de molen met de hand uit de wind gekruid en stopten weliswaar de wieken met draaien, maar dit bleek uiteindelijk niet afdoende, omdat de wind nu van achteren kwam en de kap naar voren kiepte. Ook de stelling werd zwaar beschadigd. De schade wordt geraamd op 300.000 euro. In september 2014 is opdracht gegeven voor het herstel van de wieken, stelling en kap. Op 12 juni 2015 is de molen feestelijk heropend.

## Fotogalerij

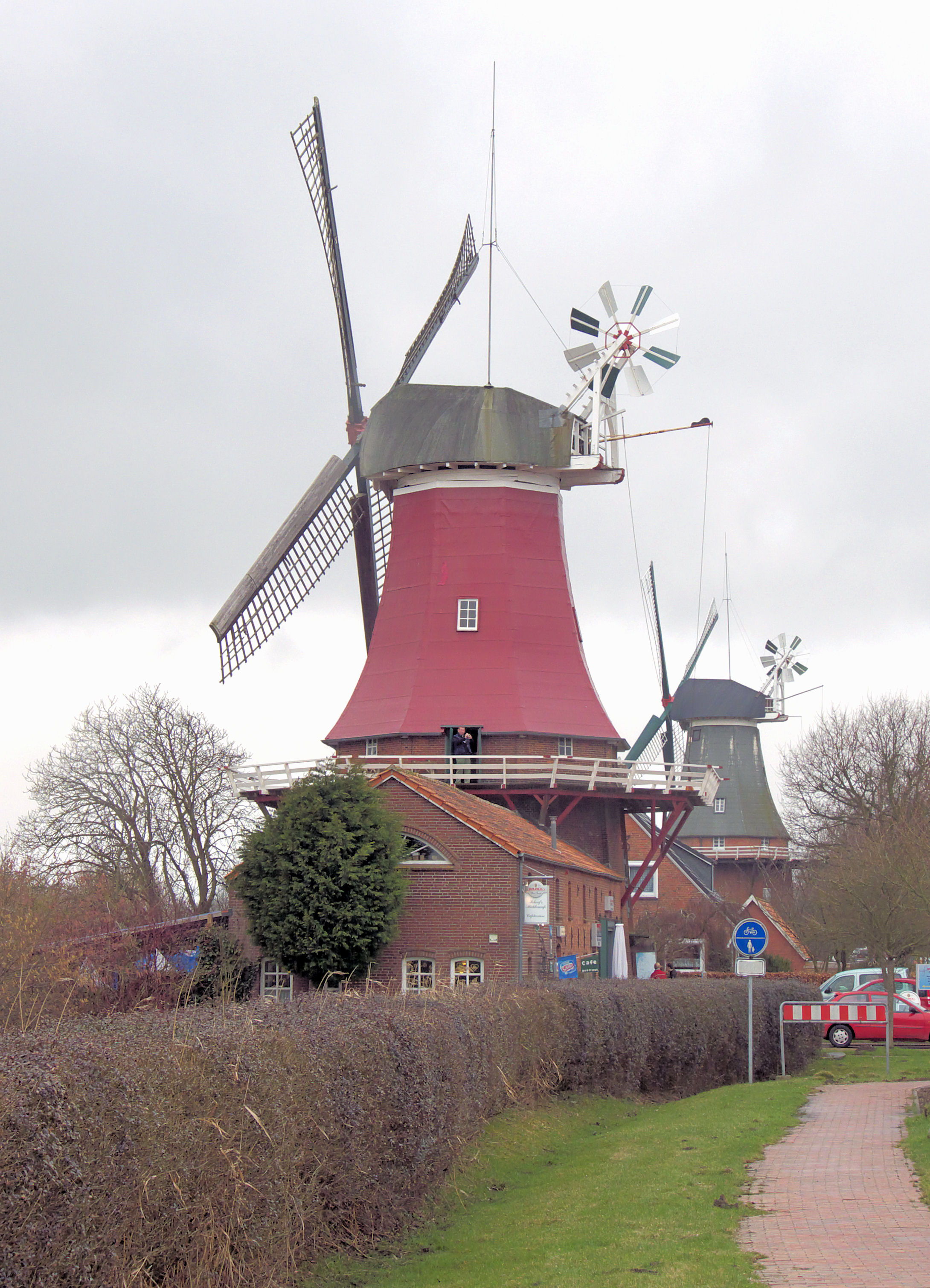
Met molencafé
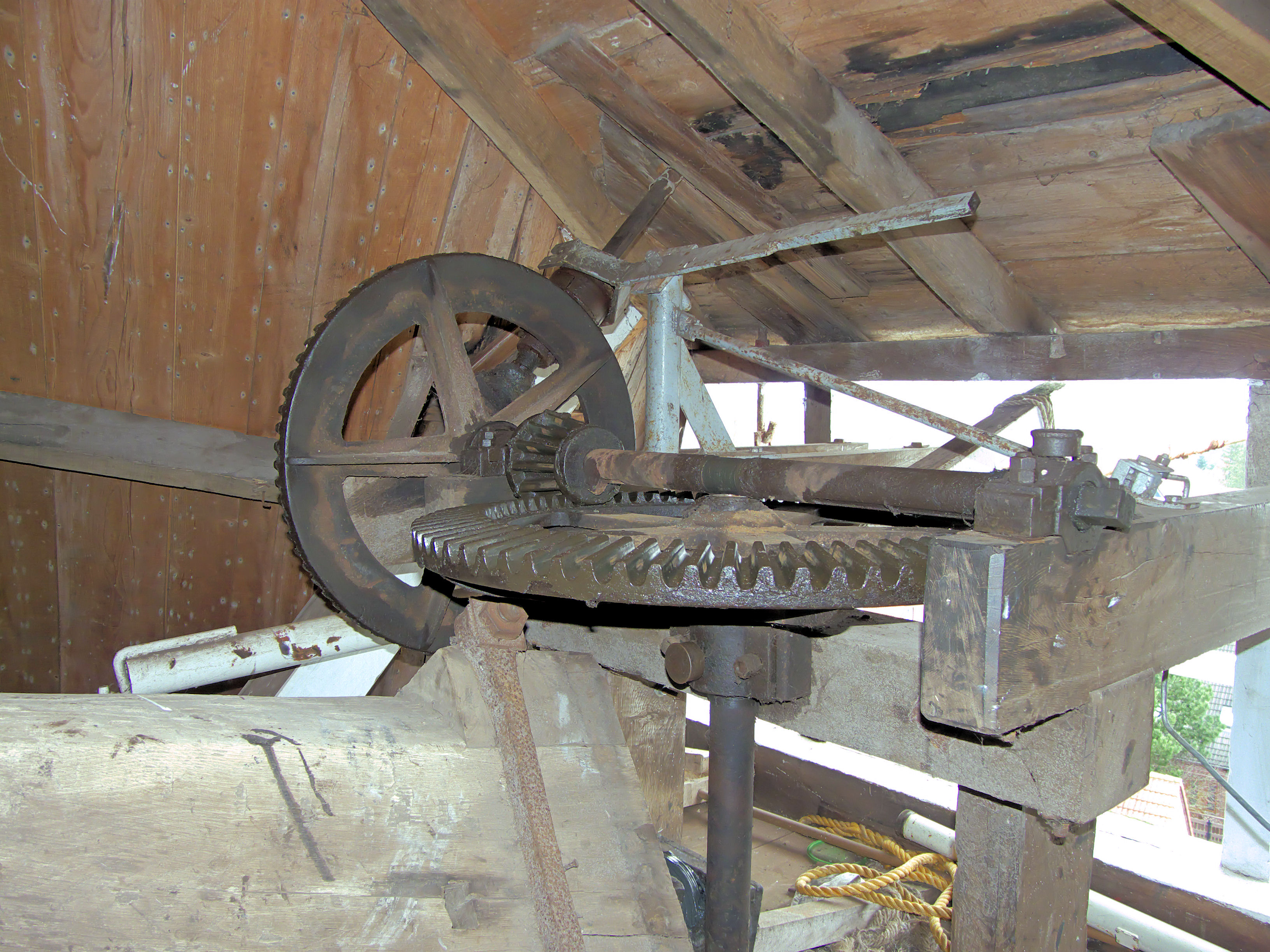
Zelfkruimechanisme
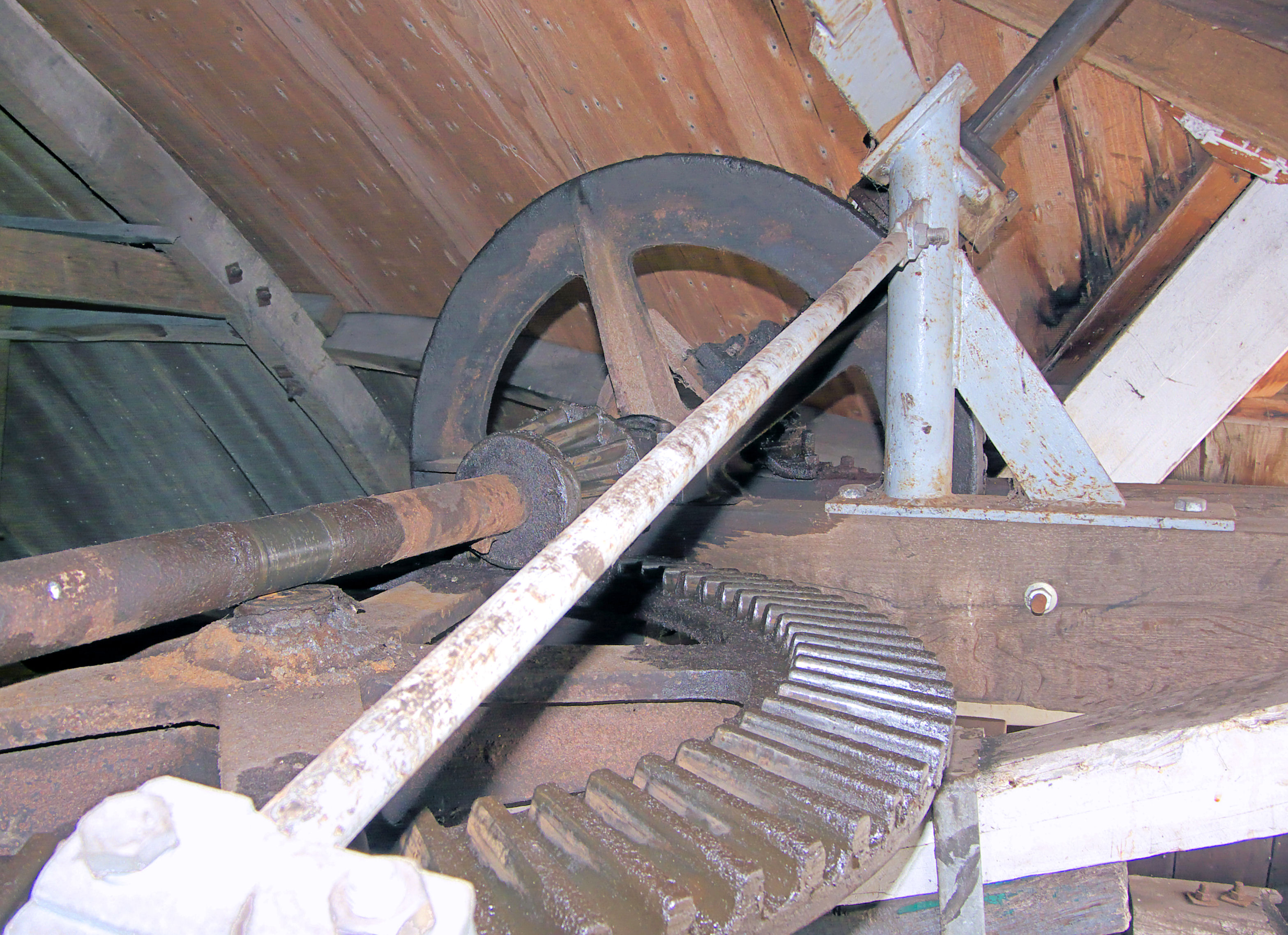
Zelfkruimechanisme
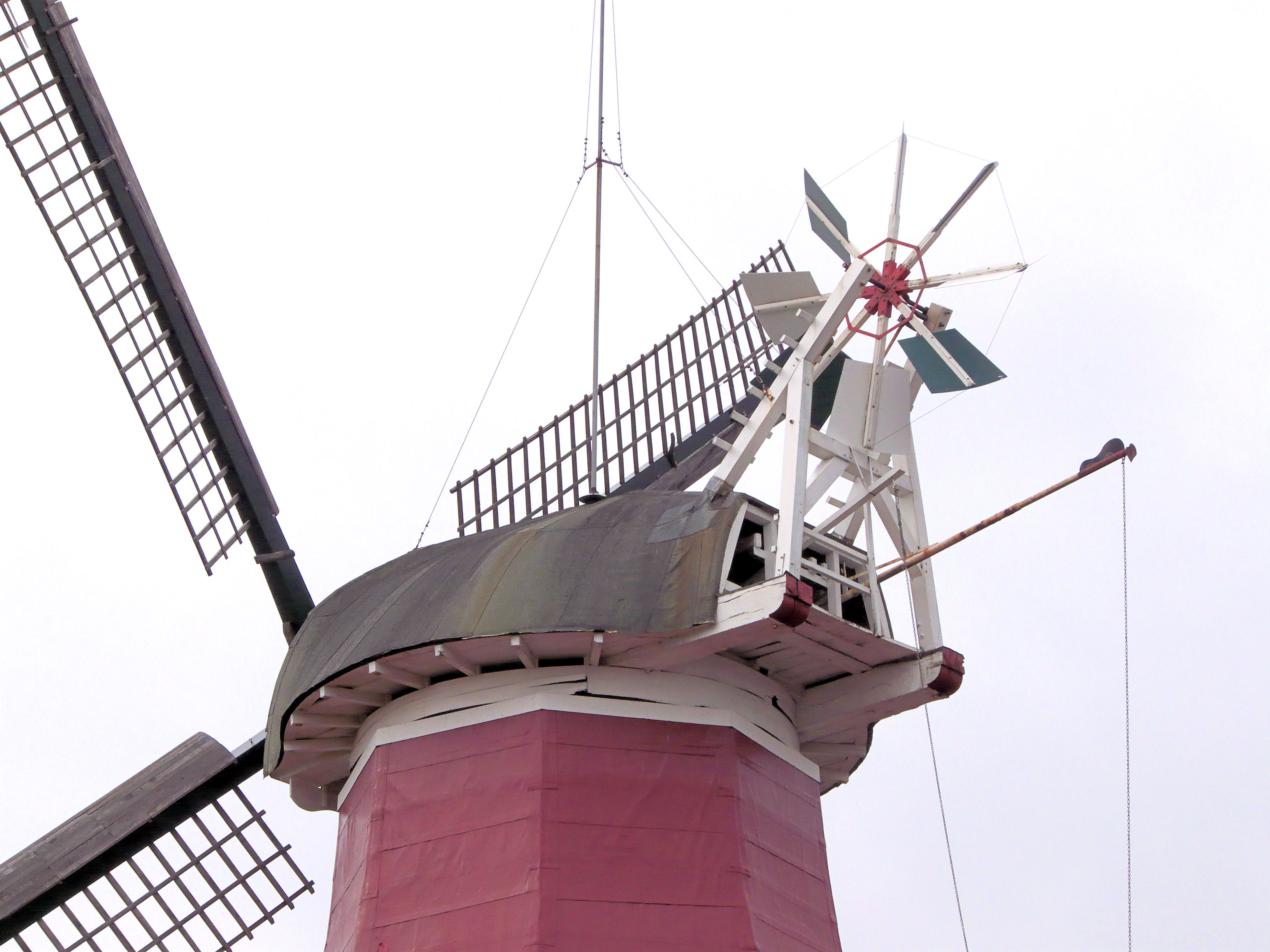
Windroos
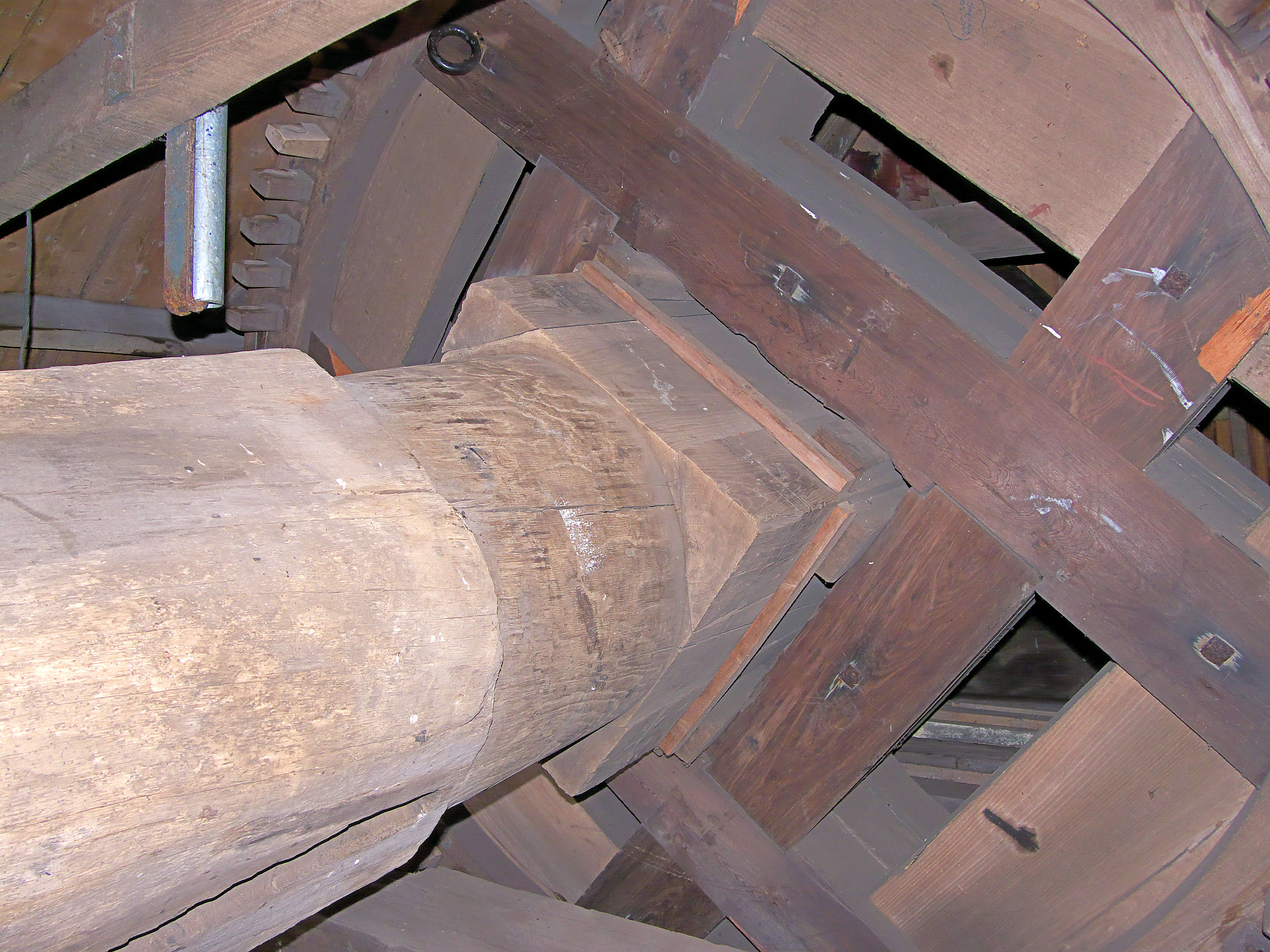
Bovenas
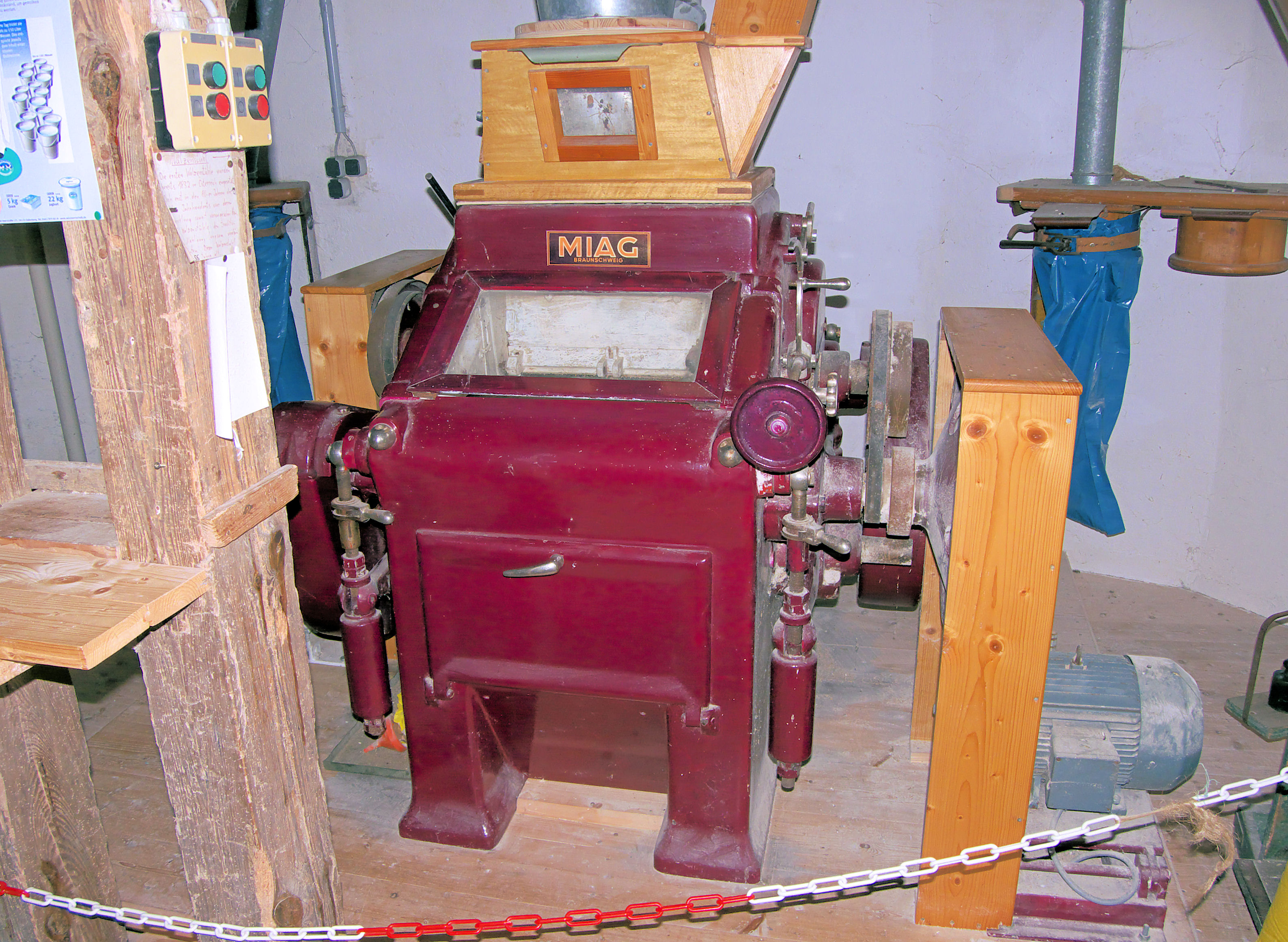
Walsenstoel voor de fijnmaalderij
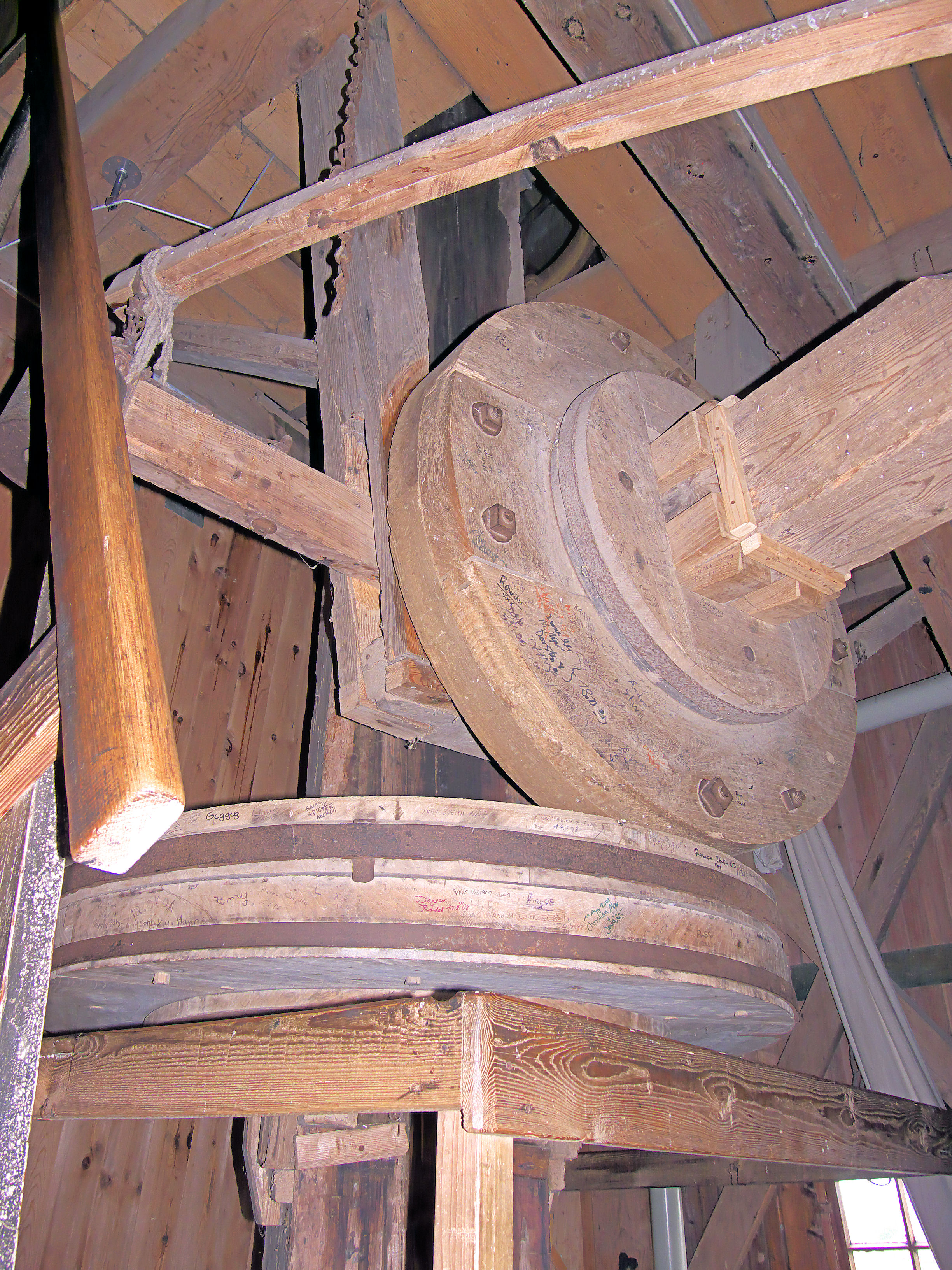
Luiwerk met aparte luitafel
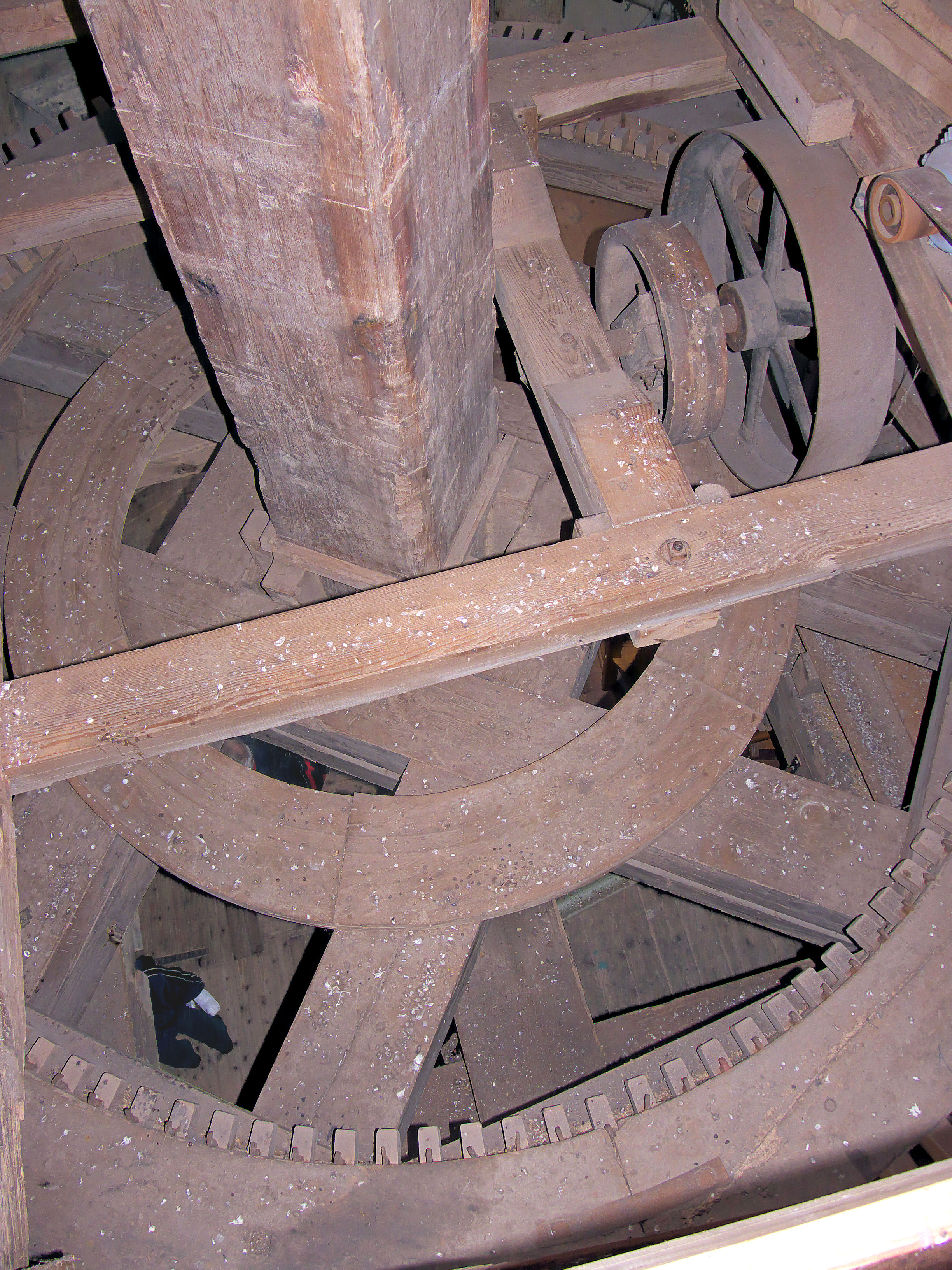
Luiwerk met aandrijving door spoorwiel
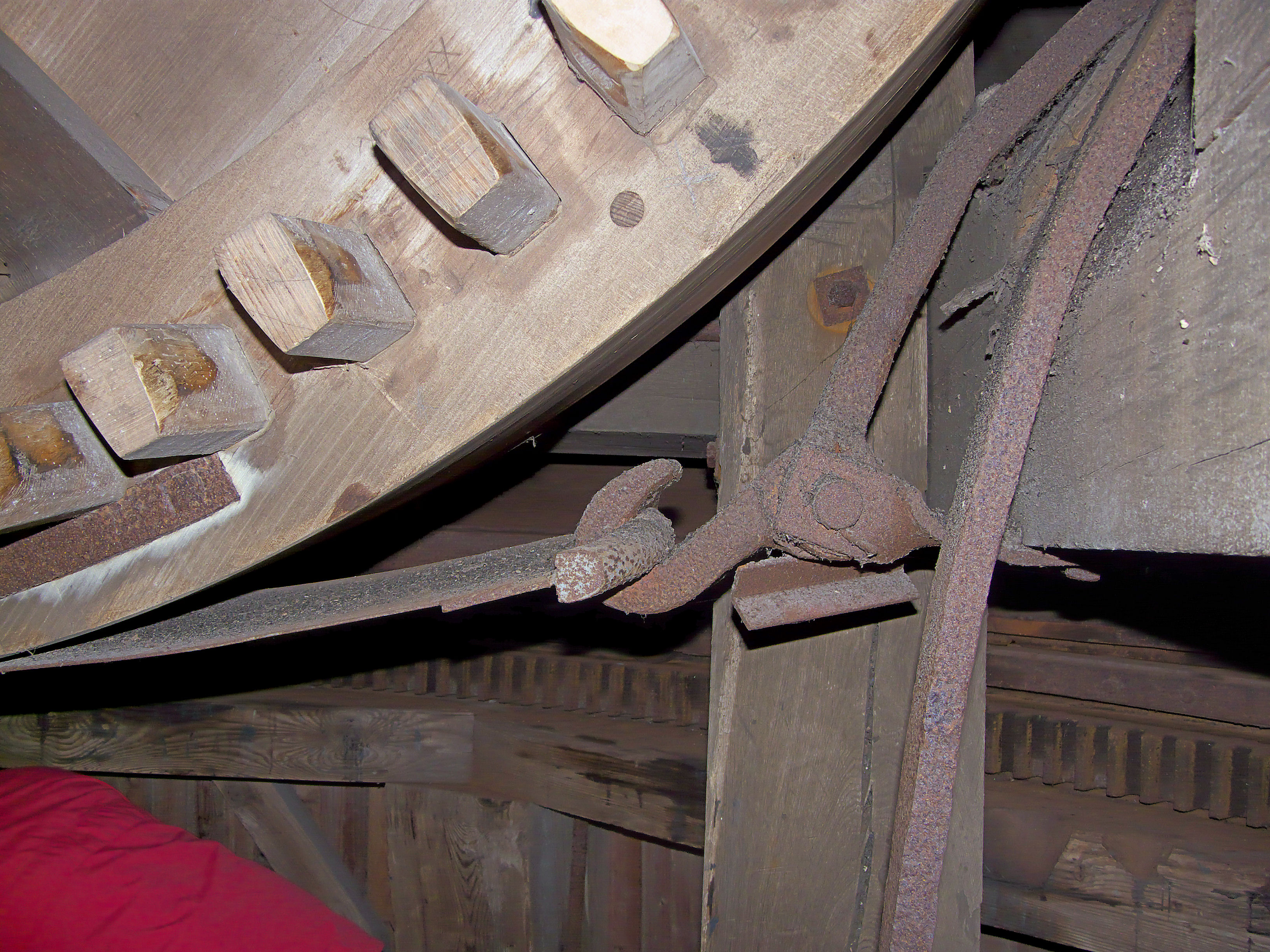
Bandvang
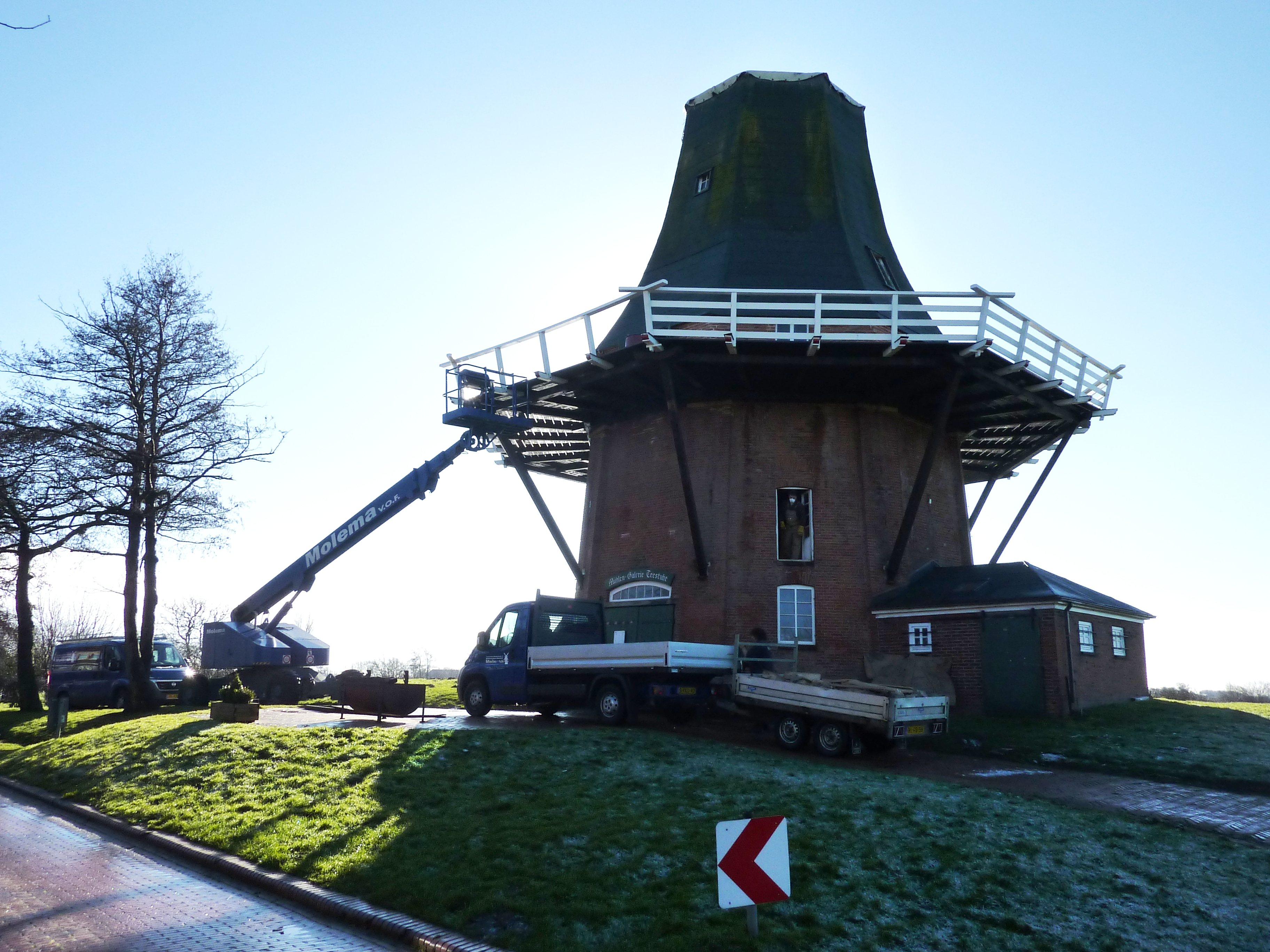
Herbouw Westelijke Greetsielse Tweelingsmolen op 30 januari 2015
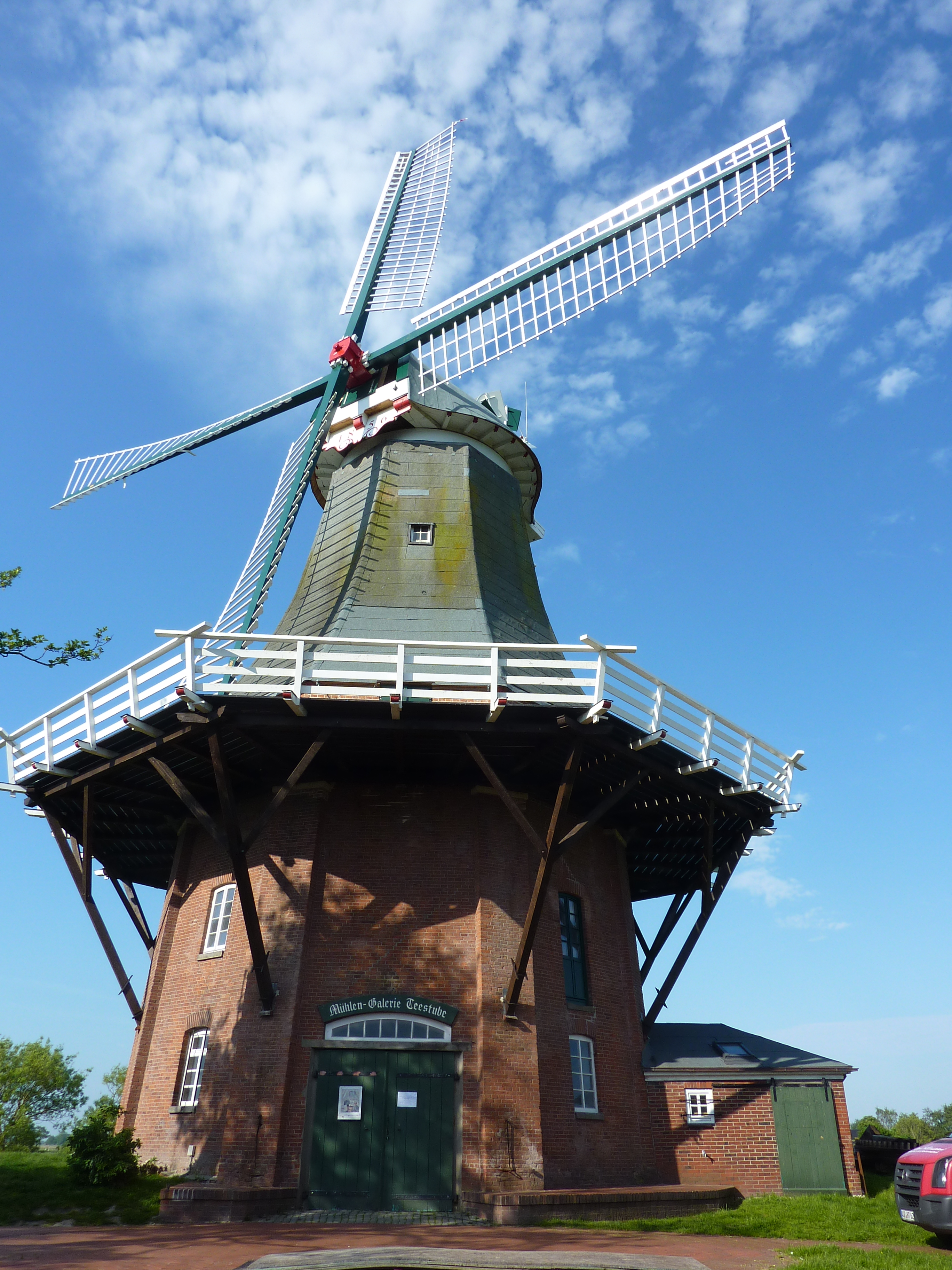
De Westelijke Tweelingsmolen op 05.06.2015